# Rui Miguel (football, 1984)
Pour les articles homonymes, voir Rui Miguel.
Rui Miguel Marinho dos Reis, plus communément appelé Rui Miguel, est un footballeur portugais né le 30 janvier 1984 à Sé Nova. Il évolue au poste d'attaquant.

## Biographie
Natif de Coimbra, Rui Miguel est formé à l'Académica, dès l'âge de 10 ans.
Après avoir joué dans plusieurs équipes portugaises, il est transféré lors de l'été 2008 en Bulgarie au Lokomotiv Mezdra, avant de passer en janvier au CSKA Sofia, avec son compatriote David Silva. Le 16 septembre 2010, Rui Miguel signe un contrat d'un an avec le club écossais du Kilmarnock FC, où il rejoint à nouveau son ancien coéquipier du CSKA, David Silva. 
,
Le 17 juin 2011, il retourne à l'Académica qui évolue en Primeira Liga, et remporte la Coupe du Portugal, il remplace le buteur à la 89e minute. Lors de l'été 2012, il est à l'essai au sein du club anglais d'Oldham Athletic, mais finalement le transfert ne s'effectue pas.
Entre 2012 et 2016, il joue avec les clubs du FC Penafiel et du Moreirense FC. Il remporte lors de la saison 2013-14 avec Moreirense, le championnat du Portugal de D2.
Le 21 juin 2016, Rui Miguel retourne à l'Académica, pour une nouvelle saison.

## Carrière[4]
Arrêtées à l'issue de la saison 2016-2017
- 3 saisons en championnat de première division bulgare : 48 matchs, 11 buts.
- 3 saisons en première division portugaise : 28 matchs, 1 but.
- 1 saison en championnat de première division écossaise : 21 matchs, 2 buts.
- 4 saisons en championnat de deuxième division portugaise : 89 matchs, 26 buts.
- 5 saisons en championnat de troisième division portugaise : 129 matchs, 31 buts.

## Statistiques de joueur

### Synthèse
| Saison                | Club                  | Championnat           | Championnat | Championnat | Coupe(s) nationale(s) | Coupe(s) nationale(s) | Compétition(s) continentale(s) | Compétition(s) continentale(s) | Compétition(s) continentale(s) | Total | Total |
| Saison                | Club                  | Division              | M.          | B.          | M.                    | B.                    | Comp.                          | M.                             | B.                             | M.    | B.    |
| 2002-2003             | Académica B           | D3                    | 16          | 2           | -                     | -                     | -                              | 0                              | 0                              | 16    | 2     |
| 2003-2004             | Académica B           | D3                    | 35          | 9           | 0                     | 0                     | -                              | 0                              | 0                              | 35    | 9     |
| Sous-total            | Sous-total            | Sous-total            | 51          | 11          | 0                     | 0                     | -                              | 0                              | 0                              | 51    | 11    |
| 2004-2005             | SC Pombal             | D3                    | 27          | 5           | 1                     | 0                     | -                              | 0                              | 0                              | 28    | 5     |
| Sous-total            | Sous-total            | Sous-total            | 27          | 5           | 1                     | 0                     | -                              | 0                              | 0                              | 28    | 5     |
| 2005-2006             | Académica             | D1                    | 3           | 1           | 0                     | 0                     | -                              | 0                              | 0                              | 3     | 1     |
| Sous-total            | Sous-total            | Sous-total            | 3           | 1           | 0                     | 0                     | -                              | 0                              | 0                              | 3     | 1     |
| 2006-2007             | GD Tourizense         | D3                    | 16          | 4           | 0                     | 0                     | -                              | 0                              | 0                              | 16    | 4     |
| 2007-2008             | GD Tourizense         | D3                    | 35          | 11          | 1                     | 0                     | -                              | 0                              | 0                              | 36    | 11    |
| Sous-total            | Sous-total            | Sous-total            | 51          | 15          | 1                     | 0                     | -                              | 0                              | 0                              | 52    | 15    |
| 2008-2009             | Lokomotiv Mezdra      | D1                    | 15          | 3           | 1                     | 0                     | -                              | 0                              | 0                              | 16    | 3     |
| Sous-total            | Sous-total            | Sous-total            | 15          | 3           | 1                     | 0                     | -                              | 0                              | 0                              | 16    | 3     |
| 2008-2009             | CSKA Sofia            | D1                    | 14          | 4           | 1                     | 0                     | -                              | 0                              | 0                              | 15    | 4     |
| 2009-2010             | CSKA Sofia            | D1                    | 18          | 4           | 1                     | 0                     | C3                             | 6                              | 0                              | 25    | 4     |
| 2010-2011             | CSKA Sofia            | D1                    | 1           | 0           | 0                     | 0                     | C3                             | 2                              | 0                              | 3     | 0     |
| Sous-total            | Sous-total            | Sous-total            | 33          | 8           | 2                     | 0                     | -                              | 8                              | 0                              | 43    | 8     |
| 2010-2011             | Kilmarnock FC         | D1                    | 21          | 2           | 2                     | 0                     | -                              | 0                              | 0                              | 23    | 2     |
| Sous-total            | Sous-total            | Sous-total            | 21          | 2           | 2                     | 0                     | -                              | 0                              | 0                              | 23    | 2     |
| 2011-2012             | Académica             | D1                    | 17          | 0           | 4                     | 0                     | -                              | 0                              | 0                              | 21    | 0     |
| Sous-total            | Sous-total            | Sous-total            | 17          | 0           | 4                     | 0                     | -                              | 0                              | 0                              | 21    | 0     |
| 2012-2013             | FC Penafiel           | D2                    | 16          | 5           | 0                     | 0                     | -                              | 0                              | 0                              | 16    | 5     |
| Sous-total            | Sous-total            | Sous-total            | 16          | 5           | 0                     | 0                     | -                              | 0                              | 0                              | 16    | 5     |
| 2013-2014             | Moreirense FC         | D2                    | 24          | 3           | 3                     | 0                     | -                              | 0                              | 0                              | 27    | 3     |
| Sous-total            | Sous-total            | Sous-total            | 24          | 3           | 3                     | 0                     | -                              | 0                              | 0                              | 27    | 3     |
| 2014-2015             | FC Penafiel           | D1                    | 8           | 0           | 2                     | 0                     | -                              | 0                              | 0                              | 10    | 0     |
| 2015-2016             | FC Penafiel           | D2                    | 18          | 9           | 0                     | 0                     | -                              | 0                              | 0                              | 18    | 9     |
| Sous-total            | Sous-total            | Sous-total            | 26          | 9           | 2                     | 0                     | -                              | 0                              | 0                              | 28    | 9     |
| 2016-2017             | Académica             | D2                    | 31          | 9           | 6                     | 2                     | -                              | 0                              | 0                              | 37    | 11    |
| Sous-total            | Sous-total            | Sous-total            | 31          | 9           | 6                     | 2                     | -                              | 0                              | 0                              | 37    | 11    |
| Total sur la carrière | Total sur la carrière | Total sur la carrière | 315         | 71          | 22                    | 2                     | -                              | 8                              | 0                              | 345   | 73    |

Statistiques actualisées le 22 mai 2017

### Matchs disputés en coupes continentales
| Matchs | Date             | Stade                               | Adversaire      | Résultat | Minutes | Compétition            | Buts | Tour                            | Club       |
| ------ | ---------------- | ----------------------------------- | --------------- | -------- | ------- | ---------------------- | ---- | ------------------------------- | ---------- |
| 1      | 30 juillet 2009  | Stade national Vassil Levski, Sofia | Derry City      | 1 – 0    | 80 min  | Ligue Europa 2009-2010 | 0    | Troisième tour de qualification | CSKA Sofia |
| 2      | 6 août 2009      | Brandywell Stadium, Derry           | Derry City      | 1 – 1    | 24 min  | Ligue Europa 2009-2010 | 0    | Troisième tour de qualification | CSKA Sofia |
| 3      | 22 octobre 2009  | Stade national Vassil Levski, Sofia | FC Bâle         | 0 – 2    | 35 min  | Ligue Europa 2009-2010 | 0    | Phase de groupes                | CSKA Sofia |
| 4      | 5 novembre 2009  | Parc Saint-Jacques, Bâle            | FC Bâle         | 3 – 1    | 19 min  | Ligue Europa 2009-2010 | 0    | Phase de groupes                | CSKA Sofia |
| 5      | 3 décembre 2009  | Craven Cottage, Londres             | Fulham FC       | 1 – 0    | 18 min  | Ligue Europa 2009-2010 | 0    | Phase de groupes                | CSKA Sofia |
| 6      | 16 décembre 2009 | Stade national Vassil Levski, Sofia | AS Rome         | 0 – 3    | 16 min  | Ligue Europa 2009-2010 | 0    | Phase de groupes                | CSKA Sofia |
| 7      | 27 juillet 2010  | Stade national Vassil Levski, Sofia | Cliftonville FC | 3 – 0    | 20 min  | Ligue Europa 2010-2011 | 0    | Phase de groupes                | CSKA Sofia |
| 8      | 5 août 2010      | Windsor Park, Belfast               | Cliftonville FC | 1 – 2    | 32 min  | Ligue Europa 2010-2011 | 0    | Phase de groupes                | CSKA Sofia |

## Palmarès

### Avec leCSKA Sofia
- Vice-champion du Championnat de Bulgarie en 2009 et 2010.

### Avec l'Académica de Coimbra
- Vainqueur de la Coupe du Portugal en 2012[5].

### Avec leMoreirense FC
- Champion du Portugal de D2 en 2014